# 方位神
方位神是指阴阳道中对应九星的诸位神祗，其各自依照定下的规则在各个方位间巡行，所在方位会对相应行事的吉凶产生影响。吉神所在的方位称作吉方位，凶神所在则相应称作凶方位。在日本的平安时代，若人所行朝向凶方位，就会认为从那个方向前往目的地犯了方違，而另择别道。在现代，日本的佛寺与神社仍以被称作“方位除”（日语：方位除け，也作 ）的做法仪式来规避犯凶方位，求得消灾、平安。

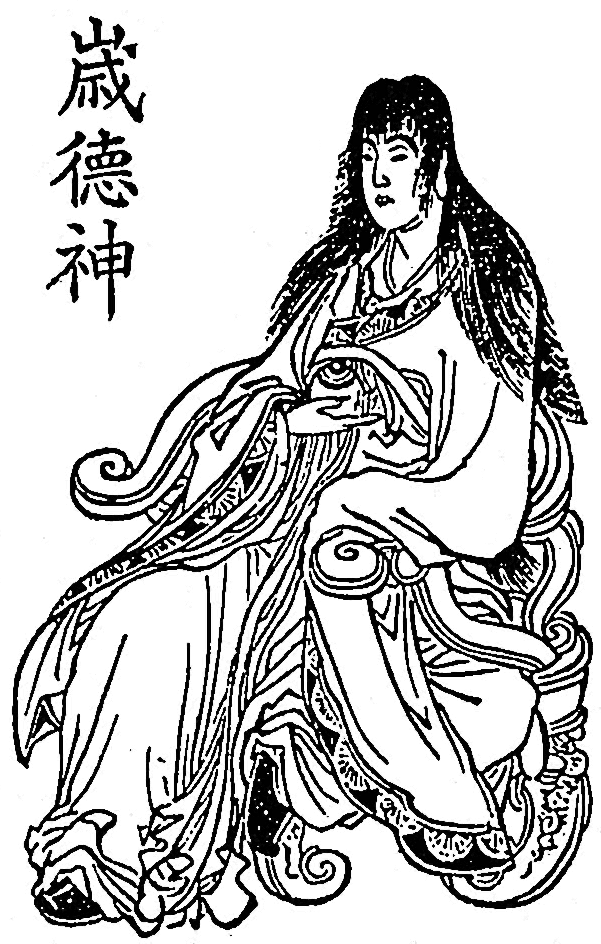
方位神之一的

## 方位神一览

### 吉神
- 岁德神（惠方）
- 岁禄神
- 月德合
- 岁枝德
- 岁德合
- 生气
- 奏書
- 天道
- 天德
- 天德合
- 博士

### 凶神

#### 神殺
- 天一神
- 金神（大金神、姫金神）
- 八将神
  - 太歲神（一般被视作吉神）
  - 大将軍
  - 太陰神
  - 歲刑神
  - 歲破神
  - 歲殺神
  - 黄幡神
  - 豹尾神

#### 方殺
- 本命殺
- 的杀（也称本命的杀，的读dī／ㄉㄧ）
- 暗箭杀
- 五黄殺
- 岁破（与岁破神同）
- 月破
- 定位对沖

#### 其他凶方位
- 鬼門
- 天門（日语：天門 (方位)）
- 都天殺
- 白虎（日语：白虎 (方位神)）
- 死符
- 病符
- 劫殺
- 災殺
- 蚕室
- 日遊神（天一神）